# Техномаш
АО "НПО «Техномаш» им. С. А. Афанасьева" (Акционерное общество "Научно-производственное Объединение «Техномаш» имени С. А. Афанасьева) — головное предприятие Государственной корпорации по космической деятельности (Роскосмос) по реализации Федеральной космической программы Российской Федерации на 2016—2025 годы в области технологий, член Федерации космонавтики России (ФКР), Общероссийской общественной организации «Союз машиностроителей России», ассоциации «Станкоинструмент», Общероссийского отраслевого объединения работодателей «Союз работодателей ракетно-космической промышленности России» (ОООР «СР РКП России»), Международной ассоциации участников космической деятельности (МАКД), Московского межотраслевого альянса главных сварщиков и главных специалистов по резке и металлообработке (ММАГС). Предприятие обеспечивает создание и производство изделий ракетной техники, ведёт разработку машиностроительных технологий, методов контроля и стандартизации и сертификации изделий, оборудования, контроля систем менеджмента предприятий ракетно-космической промышленности.
Из-за вторжения России на Украину Техномаш находится под санкциями всех стран Евросоюза и Канады.

## История
Приказом Народного комиссариата оборонной промышленности № 92 от 28 мая 1938 года было создано центральное конструкторское бюро № 40 (ЦСКБ-40) с задачей освоения производства крупнокалиберных патронов и оснащения патронных заводов высокопроизводительным инструментом и оснасткой. В 1939 года на его базе для комплексного проектирования был организован Государственный союзный проектный институт № 3 (ГСПИ-3). В связи со значительным ростом объёма работ по этому направлению, постановлением Совнаркома в 1940 году на базе ЦСКБ-40, ГСПИ-3 и технологической части существовавшего ранее ГСПИ-7 был организован Союзный проектно-конструкторский институт № 40 (ГСПКИ-40) для оказания технической помощи заводам Наркомата при запуске в серийное производство новых типов оружия и боеприпасов.

### В годы Великой Отечественной войны
В годы Великой Отечественной войны институт оказывал комплексную техническую помощь заводам, производил и осваивал новые изделия, бесперебойно обеспечивал фронт. В 1944 году в качестве собственной производственной базы для изготовления, испытания и отработки лабораторных установок, опытных образцов оборудования и технологической оснастки к Институту был присоединён Московский завод № 44. В 1945 году согласно Приказу НКВ СССР была организована Техническая контора твёрдых сплавов, которая вошла в состав ГСПКИ-40.

### Послевоенный период
В 1946 году ГСПКИ-40 был преобразован в Научно-исследовательский технологический институт № 40 (НИТИ-40). Постановлением СМ СССР от 13.05.1946 № 1017—419 сс НИТИ-40 был привлечён к составлению и отработке технологии по ракете А-4 (ФАУ-2). В конце 1946 года в НИТИ-40 был организован вольфрамовый завод на основе бывшей артели Мосхимредметпрома. Завод изготавливал экспериментальные станки и твердосплавный инструмент по чертежам Института. С 1946 года начиналась работа Института по заказам Министерств вооружения, оборонной промышленности и Госкомитета по оборонной технике.
В 1947 году НИТИ-40 привлекался к разработке технологии для первой отечественной баллистической ракеты Р-1, проектировал технологический процесс и оснастку на ракету Р-1. Был организован научно-технический совет (НТС), в специализированных отделах Института и его филиалах — секции НТС. В 1953 году Распоряжением СМ СССР на НИТИ-40 были возложены комплексные задачи в области технологии производства систем радиолокационной и реактивной техники, решение которых привело к созданию советских образцов ракетной техники. В 1962 году Постановлением Государственного комитета по координации научно-исследовательских работ СМ СССР НИТИ-40 был определён головной организацией в СССР в области разработки и применения импульсных нагрузок в технологии машиностроения и металлообработки. Институт участвовал в разработке государственных планов развития и внедрения этих процессов в машиностроении, проведении НИР и ОКР по созданию технологии и оборудования импульсного формообразования.
В 1965 году было образовано Министерство общего машиностроения СССР (МОМ) — головная организация по созданию ракетной и ракетно-космической техники и осуществлению космических полетов. НИТИ-40 перевёлся в систему MOM. В 1966 году Приказом МОМ СССР от 06.03. № 109 сс НИТИ-40 было присвоено новое наименование — Научно-исследовательский институт технологии машиностроения (НИИТМ). Институт разрабатывал технологические процессы, средства технологического оснащения и специального технологического оборудования для изготовления деталей сборочных единиц изделий, формирование пятилетних планов технологического обеспечения производства. Приказами МОМ СССР для решения технологических проблем были созданы филиалы НИИТМ в городах: Воронеж, Ижевск, Пермь, Харьков, Днепропетровск, Златоуст, Ленинград, Омск, Томск, Красноярск, созданы базовые подразделения на ведущих предприятиях отрасли, а также базовый отдел на заводе «Прогресс» в городе Куйбышеве. В 1975 году в институт были включены филиалы, базовые отделы и лаборатории. Ряд филиалов затем выделяться в отдельные НИИ.

### АО "НПО «Техномаш» им.С.А. Афанасьева
В 1990 году головная организация НИИТМ и филиалы: Южно-Уральский (г. Златоуст), Томский (г. Томск), Сибирский (г. Красноярск), Воронежский (г. Воронеж), а также Опытный завод (г. Лобня Московской области) были преобразованы в "Научно-производственное объединение «Техномаш» (ФГУП "НПО «Техномаш»). В 1991 году Указом Президента РФ было учреждено Министерство промышленности России с Департаментом общего машиностроения, которому передается МОМ СССР. В 1992 году Приказом Министерства промышленности "НПО «Техномаш» переименовано в Государственное предприятие "НПО «Техномаш». Указом Президента России «О структуре управления космической деятельности в Российской Федерации» учреждено Российское космическое агентство (РКА). ГП "НПО «Техномаш» передано в подчинение РКА. В 1998 году Приказом Генерального директора РКА ГП НПО «Техномаш» переименовано в Федеральное государственное унитарное предприятие "Научно-производственное объединение «Техномаш» (ФГУП "НПО «Техномаш») с подчинением Предприятия в 1999—2004 годах — Российскому авиационно-космическому агентству, а с 2004 года — Федеральному космическому агентству (Роскосмос). 19 февраля 2016 года решением Городской межведомственной комиссии по наименованию территориальных единиц, улиц, станций метрополитена, организаций и других объектов города Москвы имя Сергея Александровича Афанасьева присвоено ФГУП "НПО "Техномаш". С 30.12.2021г. в соответствии с Федеральными законами от 21.12.2001 № 178-ФЗ «О приватизации государственного и муниципального имущества», от 13.07.2015 № 215-ФЗ «О государственной корпорации по космической деятельности», распоряжением Правительства Российской Федерации от 31.12.2019 № 3260-р «Об утверждении прогнозного плана приватизации федерального имущества в 2020-2022 году», Указом Президента Российской Федерации от 12.05.2016 №221 «О мерах по созданию Государственной корпорации по космической деятельности «Роскосмос» и постановлением Правительства Российской Федерации от 19.08.2016 № 824 «О мерах по созданию Государственной корпорации по космической деятельности «Роскосмос», уведомляем, что федеральное государственное унитарное предприятие «Научно-производственное объединение «Техномаш» реорганизовано в форме преобразования в акционерное общество «Научно- производственное объединение «Техномаш» имени С.А. Афанасьева» (сокращенное наименование - АО «НПО «Техномаш» им. С.А. Афанасьева»).

## Текущая деятельность
С 2004 года АО «НПО «Техномаш» им. С.А. Афанасьева» — головное предприятие Государственной корпорации по космической деятельности (Роскосмос) по реализации Федеральной космической программы Российской Федерации на 2016—2025 годы в области технологий. ФГУП «НПО «Техномаш» им. С.А. Афанасьева» участвует в национальных, международных и перспективных космических программах и проектах, принимает участие в создании и модернизации ракетно-космических изделий: «Протон-М», «Фрегат», «Бриз-М», «МКС», «Ангара», «КВРБ», «ГЛОНАСС», «Канопус-В» и другие.
На АО «НПО «Техномаш» им. С.А. Афанасьева» имеются все машиностроительные процессы, в том числе литьё; обработка давлением; все виды размерной обработки, включая механическую, электрохимическую, электрофизическую; получение сварных и паяных соединений; сборка; лазерные технологии; технология нанесения покрытий; методы и средства неразрушающего контроля, контроля герметичности; другие виды испытаний и функционального диагностирования сложных технических систем; метрологическое обеспечение, стандартизация и сертификация системы менеджмента качества. АО «НПО «Техномаш» им. С.А. Афанасьева» проводит научно-исследовательские работы по созданию перспективных технологических процессов, создаёт специализированное технологическое оборудование, приборы и средства технологического оснащения по материаловедению, машиностроительному и приборному производству, стандартизации и метрологии.

## Руководство
За долгие годы руководителями предприятия становились:
- 1938—1940 годы — Малов А. Н.
- 1940—1941 годы — Завьялов Г. М.
- 1942—1947 годы — Каганович Б. А.
- 1947—1952 годы — Чарский Ф. К.
- 1952—1961 годы — Лазарев В. И.
- 1961—1972 годы — Милёхин А. И.
- 1972—1981 годы — Колупаев Я. В.
- 1981—1991 годы — Исаченко В. А.
- 1992—2007 годы — Булавкин В. В.
- 2007—2012 годы — Котов А. Н.
- 2012—2018 годы — Панов Д. В.
- 2018—2019 годы — Власюк В. В. (И.о. генерального директора)
- с мая 2019 года по ноябрь 2021 — Власов Ю.В. (И.о. генерального директора)
- с ноября 2021 года по декабрь 2021 — Кузин А.И. (И.о. генерального директора)
- с 30 декабря 2021 года по 01 марта 2022 — Кузин А.И. (генеральный директор)
- с 01 марта 2022 — Сорокин А.М. (генеральный директор)

## Награды
За свои достижения трудовой коллектив был неоднократно отмечен:
- 1966 — орден Трудового Красного Знамени «за заслуги в создании, производстве новой техники (ракеты 8К63, 8К64, 8К65) и успешное выполнение плана 1959—1965 гг.»
- 1975 — почётная грамота Министерства общего машиностроения СССР и ЦК Профсоюза «за заслуги в создании, производстве новой техники (ракеты 8К63, 8К64, 8К65) и успешное выполнение плана 1959—1965 гг.»
- 1975 — почётная грамота «за достижение высоких показателей в социалистическом соревновании в честь XXV съезда КПСС».
- 1976 — орден Трудового Красного Знамени «за освоение производства новых изделий (ракет 8К67, 8К84, 8К98 и других), выполнение заданий девятой пятилетки, разработку и внедрение новых технологических процессов и специального оборудования, направленных на повышение эффективности производства и улучшение качества продукции».
- 1980 — премия и Диплом ВЦСПС «за достижение высоких результатов в области механизации ручных работ».
- 1983 — звание «Образцовая организация Москвы».
- 1983, 1985, 1991 — звание «Победитель во Всесоюзном социалистическом соревновании среди головных НИИ и КБ» с вручением переходящего Красного Знамени и Диплома за успешное выполнение заданий «Целевой комплексной научно-технической программы по разработке и внедрению импульсных нагрузок в машиностроении».

За успешное создание и внедрение новой техники работники НИИТМа были награждены 161 орденом и 576 медалями, в том числе 7 орденами Ленина, 5 орденами Октябрьской революции, 48 орденами Трудового Красного Знамени, 2 орденами Дружбы народов.
Ученым и инженерно-техническим работникам были присуждены звания лауреатов Ленинской, Сталинской и Государственных премий: РСФСР, СССР, РФ и премий Ленинского комсомола, а также звания «Заслуженный машиностроитель», «Заслуженный изобретатель», «Заслуженный конструктор», «Заслуженный технолог», «Заслуженный стандартизатор» СССР, РСФСР и другие. Ряд работников награждены золотыми, серебряными и бронзовыми медалями ВДНХ и ВВЦ, отмечены золотыми и серебряными медалями и дипломами международных выставок.
19 февраля 2016 года решением Городской межведомственной комиссии по наименованию территориальных единиц, улиц, станций метрополитена, организаций и других объектов города Москвы ФГУП "НПО «Техномаш» присвоено имя дважды Героя Социалистического Труда Афанасьева Сергея Александровича.